# Aleksandr Mostovoj
Aleksandr Vladimirovitj Mostovoj (på russisk: Александр Владимирович Мостовой) (født 22. august 1968 i Leningrad, Sovjetunionen) er en tidligere russisk fodboldspiller, der spillede som offensiv midtbanespiller hos flere europæiske klubber, samt for først Sovjetunionens og siden Ruslands landshold. Af hans klubber kan blandt andet nævnes Spartak Moskva i hjemlandet, RC Strasbourg i Frankrig samt Celta Vigo i Spanien.

## Landshold
Mostovoj spillede i årene mellem 1992 og 2004 50 kampe for Ruslands landshold, hvori han scorede 10 mål. Han repræsenterede sit land ved VM i 1994 og VM i 2002, samt ved EM i 1996 og EM i 2004. Før Sovjetunionens fald spillede han desuden 15 kampe for det sovjetiske landshold.